# 周墀
周 墀（しゅう ち、793年 - 851年）は、唐代の官僚・政治家。字は徳升。本貫は蔡州汝陽県。

## 経歴
左驍衛兵曹参軍の周頲の子として生まれた。左拾遺の周霈の孫にあたる。陳の周炅の末裔にあたる。幼くして父を失い、母に孝事した。長慶2年（822年）、進士に及第し、湖南団練府巡官に召し出された。入朝して監察御史となった。大和末年、起居郎に累進した。周墀は古文を作ることができ、史学の才能があった。文宗に才能を重んじられて、知起居舎人事を兼ね、集賢院学士に任じられ、考功員外郎に転じた。開成2年（837年）冬、本官のまま知制誥となり、ほどなく翰林学士をつとめた。開成3年（838年）、職方郎中に転じた。開成4年（839年）10月、正式に中書舎人に任じられた。
開成5年（840年）武宗が即位すると、周墀は華州刺史・潼関防禦・鎮国軍使として出向した。のちに鄂州刺史・兼御史中丞・鄂岳観察使に転じた。会昌4年（844年）、洪州刺史・江南西道観察使となった。会昌6年（846年）11月、検校礼部尚書・滑州刺史・義成軍節度・鄭滑観察等使・上柱国となり、汝南県男に封じられた。大中元年（847年）、入朝して兵部侍郎・判度支となった。
大中2年（848年）、本官のまま同中書門下平章事（宰相）となり、銀青光禄大夫・中書侍郎・監修国史に転じ、刑部尚書を兼ねた。亡き宰相の李徳裕が『元和実録』を編纂するにあたって、その父の李吉甫の事績を美化していたことから、周墀はこれを削った新書を作らせた。大中3年（849年）、宰相を退任し、検校刑部尚書・梓州刺史・御史大夫・剣南東川節度使となった。赴任しないうちに、検校尚書右僕射に転じた。大中5年2月17日（851年3月23日）、死去した。享年は59。司徒の位を追贈された。

## 伝記資料
- 『旧唐書』巻176 列伝第126
- 『新唐書』巻182 列伝第107
- 唐故東川節度検校右僕射兼御史大夫贈司徒周公墓誌銘（周墀墓誌）